# Egy kosaras naplója
Az Egy kosaras naplója (eredeti címe: The Basketball Diaries) 1995-ös amerikai életrajzi-bűnügyi filmdráma, amelyet Scott Kalvert rendezett. A film Jim Carroll ugyanilyen című könyvén alapul. A  film forgalmazója a New Line Cinema. A főszerepben Leonardo DiCaprio látható. További szereplők: Bruno Kirby, Lorraine Bracco, Ernie Hudson, Patrick McGaw, James Madio, Michael Imperioli és Mark Wahlberg.
Az Egy kosaras naplója 1995. január 27-én mutatkozott be a Sundance Filmfesztiválon. A mozikban 1995. április 21-én jelent meg. Összességében vegyes kritikákat kapott, és 2,4 millió dolláros bevételt hozott a pénztáraknál.

## Cselekmény
A film Carroll tinédzser éveit mutatja be. Carroll előtt ígéretes jövő áll, mint kosárlabdázó és író, azonban heroinfüggő lesz.

## Szereplők
- Leonardo DiCaprio: Jim Carroll
- Lorraine Bracco: Mrs. Carroll
- James Madio: Pedro
- Patrick McGaw: Neutron
- Mark Wahlberg: Mickey
- Roy Cooper: McNulty atya
- Bruno Kirby: Swifty
- Alexander Chaplin: Bobo
- Juliette Lewis: Diane Moody
- Michael Imperioli: Bobby
- Michael Rapaport: skinhead
- Ernie Hudson: Reggie
- Manny Alfaro: Manny
- Cynthia Daniel: Winkie
- Brittany Daniel: Blinkie
- Jim Carroll: Frankie Pinewater
- Ben Jorgensen: Tommy

## Fogadtatás
A Rotten Tomatoes honlapján 45%-ot ért el 40 kritika alapján, és 5,02 pontot szerzett a tízből. A Metacritic oldalán 46 pontot szerzett 19 kritika alapján.
Roger Ebert két csillagot adott a filmre a maximális négyből.